# Odd Martinsen
Odd Martinsen, född 20 december 1942 i Nittedal, är en norsk längdåkare som var aktiv under 1960-talet och 1970-talet. Han är far till Bente Skari.
Martinsens första mästerskap var på hemmaplan vid VM i Oslo 1966 där han erövrade två medaljer. Dels brons individuellt på 15 kilometer och dels körde han första sträckan i stafetten där Norge tog guld. Två år senare vid OS 1968 i Grenoble blev han silvermedaljör på 30 kilometer och guldmedaljör i stafetten. Vid VM 1970 i Vysoké Tatry blev det åter två medaljer, silver på 15 kilometer och brons på 30 kilometer. Martinsen var även med i det norska stafettlag som två år senare vid VM 1974 i Falun tog brons. Martinsens sista mästerskap blev OS 1976 i Innsbruck där han körde sista sträckan i det norska lag som slutade på andra plats.
Efter sin aktiva karriär jobbade Martinsen med OS 1994 i Lillehammer. 
1969 fick Martinsen motta Holmenkollenmedaljen.